# En ding ding värld
För filmen, se En ding, ding, ding, ding värld
En Ding Ding Värld (ISSN 1102-9331) var en skämttidning som gavs ut i Sverige från 1992 till 2000. Tidningen innehöll både artiklar om kuriositeter och helt fabricerade reportage. De fabricerade artiklarna var tryckta i svartvitt medan de övriga var tryckta i färg. De fabricerade artiklarna köptes in från den amerikanska tidningen Weekly World News. En Ding Ding Värld var grundad av Hans Hatwig.

## Ett urval av rubriker
- Stenålderspojken vägrade äta upp sin spenat - svalt ihjäl
- Chris gifte sig med sin gitarr
- Oljeborren öppnade portarna till helvetet - släppte ut djävulen
- Krokodilmannen finns
- Hemligt foto bevisar den fientliga handlingen: Ryssarna sköt ner ett UFO - 1987
- Dinosaurierna utrotade sig själva - med krocklekar
- Columbus fick hjälp av utomjordingarnas karta
- Reuben var en bråkstake - kniven genom huvudet botade honom
- Draken flög 30 mil ut i rymden
- Helen överlevde 10 000 volt - tre gånger!